# O Sexto Sentido
O Sexto Sentido (em inglês:  The Sixth Sense) é um filme de thriller psicológico americano de 1999, escrito e dirigido por M. Night Shyamalan. O enredo gira em torno de Cole Sear (Haley Joel Osment), um menino perturbado e isolado que afirma poder ver e falar com os mortos, e um psicólogo infantil igualmente transtornado (Bruce Willis), que busca ajudá-lo. 
Lançado pela Buena Vista Pictures, através de seu selo Hollywood Pictures, em 6 de agosto de 1999, O Sexto Sentido recebeu aclamação da crítica, com elogios às performances do elenco (particularmente as de Willis, Osment e Toni Collette), atmosfera, direção e o surpreendente plot twist.
O filme foi indicado ao Oscar em seis categorias: melhor filme, melhor diretor, melhor roteiro original, melhor ator coadjuvante (Osment), melhor atriz coadjuvante (Collette) e melhor montagem. O filme estabeleceu Shyamalan como um cineasta preeminente de thrillers e apresentou ao público do cinema suas características, principalmente sua afinidade por finais surpreendentes.
O Sexto Sentido também foi um sucesso comercial, arrecadando mais de US$ 672 milhões em todo o mundo, tornando-se o segundo filme de maior bilheteria de 1999 e o filme de maior bilheteria de Shyamalan até então.

## Sinopse
O psicólogo infantil Malcolm Crowe (Bruce Willis) é um respeitado profissional que aceita tratar do caso de Cole Sear (Haley Joel Osment), garoto de 8 anos com dificuldade de se socializar na escola e que afirma ver "gente morta". Aos poucos, porém, o dr. Malcolm descobre que o caso pode ser muito mais grave do que supunha, trazendo à tona os eventos que levaram um antigo paciente seu ao suicídio e à traumática dissolução de seu casamento.

## Elenco
| Ator/Atriz             | Papel              |
| ---------------------- | ------------------ |
| Bruce Willis           | Dr. Malcolm Crowe  |
| Haley Joel Osment      | Cole Sear          |
| Toni Collette          | Lynn Sear          |
| Olivia Williams        | Anna Crowe         |
| Trevor Morgan          | Tommy Tammisimo    |
| Donnie Wahlberg        | Vincent Grey       |
| Peter Anthony Tambakis | Darren             |
| Jeffrey Zubernis       | Bobby              |
| Bruce Norris           | Stanley Cunningham |
| Glenn Fitzgerald       | Sean               |
| Greg Wood              | Mr. Collins        |
| Mischa Barton          | Kyra Collins       |
| Angelica Page          | Mrs. Collins       |
| Lisa Summerour         | Bridesmaid         |

## Recepção

### Bilheteria
O filme foi um sucesso de bilheteria arrecadando 672.806.292 de dólares com um orçamento de 40 milhões. Nos Estados Unidos, liderou o topo de público durante 6 semanas, sendo ainda a 2.ª maior bilheteria de 1999 no país, ficando atrás apenas de Star Wars Episódio I: A Ameaça Fantasma. No Brasil, a obra foi líder absoluto de público, tendo liderado o ranking semanal por mais de 2 meses e levando aos cinemas mais de 4 milhões de pessoas, tornando-se o filme que mais espectadores teve em 1999.
Com temática espiritualista, o filme foi um sucesso de bilheteria no Brasil, como outros do mesmo tema.

### Resposta da crítica
Após sua liberação, O Sexto Sentido foi frequentemente considerado como um dos melhores filmes de 1999 pelos críticos cinematográficos e pela imprensa norte-americana e internacional; aclamação veio principalmente para o desempenho de Osment. No agregador de resenhas Rotten Tomatoes, o filme recebeu um "Certificado Fresco" e marcou uma pontuação de 85%, com base em comentários de 150 críticos, e registra uma nota 7,6 de 10. De acordo com o site, o consenso crítico do filme diz: "O Sexto Sentido, de M. Night Shayamalan, é uma história de fantasmas sinuosa com todo o estilo de um filme clássico de Hollywood, mas [com] todos os calafrios de um filme de terror moderno." No Metacritic, que atribui uma média aritmética ponderada com base em 100 comentários de críticos mainstream, o filme recebeu uma pontuação média de 64 pontos com base em 35 comentários, indicando "análises geralmente favoráveis". O público pesquisado pelo CinemaScore deu ao filme uma pontuação média de "A-" em uma escala A+ a F.
Por votação dos membros da organização Science Fiction and Fantasy Writers of America, a obra foi premiada com o Prêmio Nebula de Melhor Roteiro em 1999. A cena em que Cole encontra o fantasma de uma garota em sua tenda posicionou-se no número 71 dos 100 Momentos Mais Assustadores do Cinema (no original, 100 Scariest Movie Moments), do Bravo. O Sexto Sentido foi nomeado o 89.º melhor filme americano de todos os tempos em uma pesquisa realizada pelo American Film Institute em 2007, além ter sido incluído na 60.ª posição da "100 Anos... 100 Suspenses". A frase "Eu vejo gente morta" foi classificada no 44.º lugar da "100 Anos... 100 Citações em Filmes", uma lista das melhores citações cinematográficas, e tornou-se um bordão popular.

## Prêmios e indicações
| Prêmio             | Categoria                | Notas              | Resultado |
| ------------------ | ------------------------ | ------------------ | --------- |
| Oscar 2000         | Melhor ator coadjuvante  | Haley Joel Osment  | Indicado  |
| Oscar 2000         | Melhor atriz coadjuvante | Toni Collette      | Indicada  |
| Oscar 2000         | Melhor edição            | Andrew Mondshein   | Indicado  |
| Oscar 2000         | Melhor direção           | M. Night Shyamalan | Indicado  |
| Oscar 2000         | Melhor roteiro original  | M. Night Shyamalan | Indicado  |
| Oscar 2000         | Melhor filme             | Melhor filme       | Indicado  |
| Globo de Ouro 2000 | Melhor ator coadjuvante  | Haley Joel Osment  | Indicado  |
| Globo de Ouro 2000 | Melhor roteiro           | M. Night Shyamalan | Indicado  |